# William Cheung
 (juin 2016).
William Cheung (張卓興, pinyin: Cheung Cheuk-hing), né en 1940 à Hong Kong, est un pratiquant de wing chun (art martial chinois) et actuellement le grand maître de sa lignée intitulée Traditional Wing Chun (TWC). Il dirige également la fédération du TWC World Wing Chun Kung Fu Association.
En 1951, à l'âge de 10 ans, Cheung commença son entrainement au Wing Chun auprès de Yip Man. Selon Cheung, il fut un élève particulier de Yip Man de 1954 à 1958 et serait le seul à hériter du système complet du Wing Chun traditionnel. Ce dernier point a fortement été contesté, par la VTAA (l'association créé par Yip Man et ses principaux disciples à Hong-Kong) en 1996,,,,,,,,.